# K. Asif

K. Asif

K. Asif, nato Asif Karim (Etawah, 14 giugno 1922 – Mumbai, 9 marzo 1971), è stato un regista, sceneggiatore e produttore cinematografico indiano.

## Filmografia
Regista
- Phool (1945)
- Mughal-E-Azam (1960)
- Love and God (1986)

Produttore
- Hulchul (1951)
- Mughal-E-Azam (1960)

Sceneggiatore
- Mughal-E-Azam (1960)

## Premi
- Filmfare Awards
  - 1961: "Best Film"
- National Film Awards
  - 1961: "Best Feature Film in Hindi"